# E-Mail-Roman
Der E-Mail-Roman stellt eine spezifische Form des Romans dar. Er ist eine abgewandelte Form des Briefromans.

## Charakteristika
Diese Romanform, die in Papierform oder auf elektronischem Weg übermittelte Briefe fingiert, weist zwei oder mehr Erzähler auf. Beim E-Mail-Roman entnimmt der Leser die Informationen dem schriftlich geführten Dialog. Dies unterscheidet den E-Mail-Roman vom Roman traditionellen Typs und verbindet ihn mit dem Drama, bei dem diese Form der Darstellung von Handlungen typisch ist. Charakteristisch ist die Erzählperspektive der Ich-Erzählsituation. Somit werden Ereignisse durch persönliche Meinung und Eindrücke verändert oder gar verzerrt dargestellt, was – im Rahmen der Fiktion – den Unterschied zwischen objektiver und subjektiver Wahrheit besonders deutlich hervortreten lässt. Alle diese Merkmale treten bereits im Briefroman auf.

## Beispiele
- Ja, Panik: Futur II. Verbrecher Verlag, Berlin 2016, ISBN 978-3-95732-192-3.[1]
- Peter Sloterdijk: Das Schelling-Projekt. Suhrkamp, Berlin 2016, ISBN 978-3-518-42524-4.
- Daniel Glattauer: Gut gegen Nordwind. Deuticke, Wien 2006, ISBN 978-3-552-06129-3.
- Daniel Glattauer:  Alle sieben Wellen. Deuticke, Wien 2009, ISBN 978-3-552-06093-7.
- Anja Nititzki: Vermailt. Mitteldeutscher Verlag, Halle 2014, ISBN 978-3-95462-337-2.
- Anja Nititzki: E-D@te.  E-Mail-Roman. Mitteldeutscher Verlag, Halle 2015, ISBN 978-3-95462-505-5.